# Kahnawake

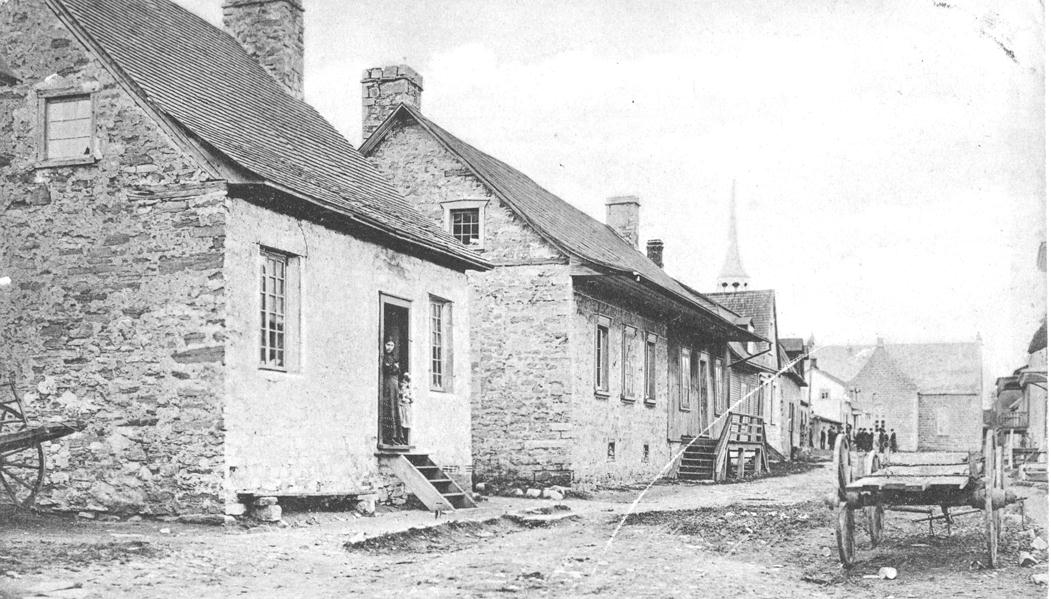
Kahnawake som det såg ut 1860.

Kahnawake är ett indianreservat i den kanadensiska provinsen Québec, på södra sidan av Saint Lawrencefloden, mittemot Montréal. Reservatet är 48 kvadratkilometer stort och bebos av ca 8 000 mohawker.

## Historia
Kahnawake är en traditionell mohawkisk bosättningsort vars invånare, till skillnad från de flesta andra irokeser, kom under franskt inflytande. Orten var av betydelse för försvaret av Montréal, och 1680 förlänade den franska kronan området till jesuiterna, som Seigneurie du Sault-Saint-Louis, att användas som missionsstation för de nyligen kristnade indianerna. Jesuiterna styrde området till efter den brittiska erövringen av Kanada. 1762 beordrade den nye brittiske guvernören att området skulle överlåtas till mohawkerna som ett reservat och förvaltas genom brittiska indianagenter. Både under franskt, brittiskt och kanadensiskt välde minskade Kahnawakes yta från den ursprungliga förläningens 163 kvadratkilometer till dagens 48; först genom olaga intrång och olagliga markförsäljningar, senare genom expropriationer till förmån för järnvägar, vattenkraft, telefonledningar och industrianläggningar.